# Canis lupus albus
Canis lupus albus, (llop de la Tundra o llop siberià), és una subespècie del llop (Canis lupus) de la zona nord del continent euroasiàtic, la qual fou classificada com a tal l'any 1792 per Robert Kerr.

## Descripció
- Fa 210 cm de llargària des del nas fins a la cua.
- Pesa de mitjana entre 45 i 56 kg, encara que n'hi ha hagut exemplars que en pesaven fins a 100.
- La seva alçària és de 70–96 cm.
- La majoria té un pelatge gruixut de color gris, negre o platejat (o una combinació de tots tres), pel qual, sovint, ha estat perseguit pels humans.[2]

## Reproducció
Té lloc des de finals del març fins a l'abril (bastant més tard que altres subespècies a causa de l'alta latitud on viuen). Durant aquest temps, les femelles són en zel entre 5–15 dies i, una vegada realitzat l'aparellament, la gestació dura 62–63 dies, al cap de la qual pareixen entre 2 i 6 cadells.

## Alimentació
Menja principalment grans mamífers (com ara cèrvids, ants, caribús, bisons i bous mesquers), la qual cosa fa que un adult pugui menjar fins a 9 kg de carn d'una vegada quan en captura un. Contràriament a la creença general que els llops només cacen preses malaltes, s'ha pogut demostrar que fins a un 93% de les seves preses no tenien cap tipus d'impediment físic o mental.

## Distribució geogràfica
Es troba a les regions àrtiques des del nord de Finlàndia fins a la Península de Kamtxatka. Tot i que fou eliminat d'algunes illes al nord de Sibèria, ha estat vist recentment a l'Illa de Wrangel.

## Longevitat
La seva esperança de vida és, si fa no fa, de setze anys.

## Estat de conservació
Igual que moltes altres espècies, les seves principals amenaces són els llenyataires i els caçadors. A Rússia, els llops encara es poden matar en qualsevol nombre sense un permís de caça, durant tot l'any i emprant qualsevol mètode. Els governs regionals i les societats de caça ofereixen, al canvi, fins a 190 dòlars estatunidencs per cada llop mort. Això és així perquè aquest animal ha simbolitzat la traïció en els contes populars russos i perquè la caça del llop ha estat part de la cultura popular d'aquest país durant segles. Aquestes actituds hi són, encara, molt arrelades.